# Peste sulla neve
Peste sulla neve (Tracked in the Snow Country) è un film muto del 1925 scritto e diretto da Herman C. Raymaker

## Trama
Silent Hardy, che si trova nei territori del Nord insieme alla figlia Joan, scopre una ricca vena d'oro. La mappa che segna il luogo della miniera suscita la bramosia di Jules Renault che, per impossessarsene, uccide il vecchio cercatore. Benché Rin Tin Tin, il cane di Hardy, abbia cercato con tutte le sue forze di difendere il padrone, non è riuscito a salvarlo e adesso, biasimato e colpevolizzato, cerca salvezza e rifugio nei boschi. Renault, intanto, torna alla capanna di Hardy, alla ricerca della mappa, ma viene seguito da Terry, il fidanzato di Joan, che assiste alla lotta tra Renault e Rin Tin Tin che lo ha attaccato. L'uomo, furioso, minaccia il cane di fargli fare la stessa fine del suo padrone: Terry interviene, ma viene sopraffatto da Renault che poi si dà alla fuga. Il cane continua la caccia: Renault, finito su un lastrone di ghiaccio, sprofonda nel lago gelato dove annega. Rin Tin Tin è riabilitato e riconquista l'affetto di Joan alla quale presenta la sua compagna, una lupa, madre di una splendida cucciolata di cui lui è padre orgoglioso.

## Produzione
Il film fu prodotto dalla Warner Bros.

## Distribuzione
Il copyright del film, richiesto dalla Warner Bros. Pictures, Inc., fu registrato il 23 aprile 1925 con il numero LP21386.
Distribuito dalla Warner Bros., il film uscì nelle sale statunitensi il 13 luglio 1925. Il 26 ottobre, fu distribuito in Finlandia. In Germania, venne distribuito nel gennaio 1926 dalla Universum Film (UFA) mentre nel Regno Unito veniva presentato al pubblico il 25 gennaio, distribuito dalla Gaumont British Distributors. Il 12 luglio dello stesso anno il film venne presentato anche in Portogallo con il titolo Rin-Tin-Tin Perseguido na Neve. In Italia, distribuito dalla Warner con il visto di censura 23472 del 19 maggio 1927, prese il titolo Peste sulla neve.
Copia completa della pellicola si trova negli archivi del Cinemateket-Svenska Filminstitutet di Stoccolma.